# Zdenko Križić
Zdenko Križić (Johovac, 2. veljače 1953.) prelat je Katoličke Crkve i trenutni nadbiskup metropolit splitsko-makarski. Prethodno je obnašao službu biskupa gospićko-senjskog od 2016. do 2023. godine. Pripadnik je reda bosonogih karmelićana.

## Životopis
Rođen u Johovcu u Foči kod Doboja (BiH). Gimnaziju je završio u franjevaca konventualaca u Zagrebu, a filozofiju je studirao kod otaca karmelićana u Firenci. U Rimu je studirao na Papinskom teološkom fakultetu Teresianumu teologiju. U Somboru je primio 1970. primio privremene, a doživotne zavjete 1976. u Zagrebu. 1977. godine zaredio se u Zagrebu za svećenika.
Magistrirao je 1978. temom Biblijskih likova u djelima svete Terezije Avilske 1978. godine na Teresianumu. Obnašao je dužnost provincijala Hrvatske karmelske provincije u dva mandata. U karmelskom je redu bio generalni vikar. Od 2012. godine rektor je rimskog karmelićanskoga međunarodnog zavoda Teresianum.
4. travnja 2016. godine u biskupskom ordinarijatu u Gospiću na tiskovnoj konferenciji dotadašnjeg gospićko-senjskog biskupa Mile Bogovića pročitana je objava o imenovanju novog gospićko-senjskog biskupa. Odreknućem i prihvaćanjem odreknuća biskupa Bogovića ostalo je upražnjeno mjesto biskupa Gospićko-senjske biskupije do ređenja novog biskupa Križića. Odlukom pape Franje i potpisom prefekta i tajnika Kongregacije za biskupe je dekretom od 4. travnja 2016. godine za apostolskog administratora imenovala umirovljenog biskupa Milu Bogovića koji će obnašati tu dužnost do preuzimanja dužnosti novoimenovanog biskupa msgr. Križića. Za biskupa je posvećen 25. svibnja 2016. godine. Za biskupsko geslo je uzeto citat sv. Terezije Avilske Bog sam dostaje (lat. Solo Dios basta).
Objavio je nekoliko članaka iz duhovnosti u revijama Posvećeni život i Bogoslovska smotra. Osim hrvatskog, dobro govori talijanski, a dostatno poznaje i španjolski jezik.
Obnašao je više crkvenih službi: bio je prefekt dječjeg sjemeništa otaca karmelićana u Zagrebu (1978. – 1984.); prvi savjetnik Komisarijata karmelićana (1984. – 1990.); prior samostana u Remetama-Zagreb (1984. – 1990.); vanjski profesor na Institutu za kršćansku duhovnost u Zagrebu (1984. – 2012.); provincijal Hrvatske karmelske provincije (1990. – 1996.); vikar provincije (1996. – 2002.); prior samostana u Remetama – Zagreb (1996. – 1997.); prior novoosnovanog samostana u Krku (1997. – 2002.): magister novaka (1997. – 1999.); provincijal Hrvatske karmelske provincije (2002. – 2003.); generalni vikar karmelskog Reda (2003. – 2009.); prior samostana u Krku i provincijalni savjetnik (2011. – 2012.).